# La Jemaye-Ponteyraud
La Jemaye-Ponteyraud es una comuna nueva francesa situada en el departamento de Dordoña, de la región de Nueva Aquitania.

## Historia
Fue creada el 1 de enero de 2017, en aplicación de una resolución del prefecto de Dordoña de 1 de diciembre de 2016 con la unión de las comunas de La Jemaye y Ponteyraud, pasando a estar el ayuntamiento en la antigua comuna de La Jemaye.

## Demografía
| Gráfica de evolución demográfica de La Jemaye-Ponteyraud entre 1800 y 2013 |
|                                                                            |

Los datos entre 1800 y 2013 son el resultado de sumar los parciales de las dos comunas que forman la nueva comuna de La Jemaye-Ponteyraud, cuyos datos se han cogido de 1800 a 1999, para las comunas de La Jemaye y Ponteyraud de la página francesa EHESS/Cassini. Los demás datos se han cogido de la página del INSEE.

## Composición
| Comuna delegada | Código INSEE | Población (2013) | Superficie (km²) | Densidad (hab./km²) |
| --------------- | ------------ | ---------------- | ---------------- | ------------------- |
| La Jemaye       | 24216        | 111              | 29.12            | 4                   |
| Ponteyraud      | 24333        | 47               | 4.19             | 11                  |